# Äquische Sprache
Die äquische Sprache wurde im antiken Italien von den Aequern gesprochen, die in Mittelitalien nördlich des Fuciner Sees siedelten. Sie gehört zur umbrischen Gruppe der italischen Sprachen und ist eng mit der marsischen und volskischen Sprache verwandt.

## Überlieferung
Von der Sprache der Aequer ist nur eine kurze im lateinischen Alphabet verfasste Inschrift aus dem 2. Jahrhundert v. Chr. bekannt. Diese Inschrift aus Collemaggiore (Borgorose) ist nur durch eine Abschrift überliefert. Crawford betrachtet sie als Fälschung. Untermann führt die in dieser Inschrift überlieferten Wörter als marsisch.
In dieser Weihinschrift an die Göttin Stata Mater wird der Meddix Po. Ca. Pomposiies namentlich in der im Umbrischen üblichen Reihenfolge von Vorname, Filiationsangabe und Gentilname genannt.
Daneben ist eine kurze Weihinschrift aus Alba Fucens aus dem 3. Jahrhundert v. Chr. überliefert:
ALBSI PATRE
Diese Inschrift wird von Baldi als „dem (Gott namens) Albanus Vater“ gedeutet. Die hier verwendete Sprache kann jedoch auch als dialekte Form des Lateinischen angesehen werden.
Die Sprache einer etwas längeren Inschrift aus Samnium wird heute als dialektal geprägtes Latein betrachtet.

## Geschichte
Aus der kaum vorhandenen Überlieferung lässt sich deuten, dass die Aequer nach der Unterwerfung infolge des Zweiten Samnitenkrieges (304 v. Chr.) schnell latinisiert wurden.